# Amichai Chasson

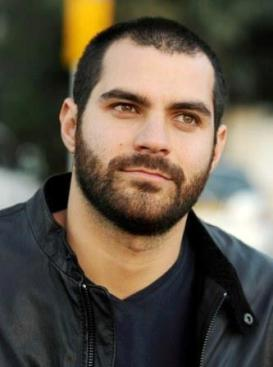
Amichai Chasson (2015)

Amichai Chasson (hebräisch עמיחי חסון; geboren 9. Juni 1987 in Ramat Gan) ist ein israelischer Dichter, Herausgeber, Kurator, Journalist, Hörfunkmoderator, Drehbuchautor, Regisseur und Filmemacher.

## Leben
Amichai Chasson wuchs in Ramat Gan auf. Er studierte die Tora an mehreren Jeschiwot sowie Film und Drehbuch an der Sam Spiegel Film and Television School in Jerusalem. Er arbeitete als Literaturkritiker für die Zeitungen Jedi’ot Acharonot und Maariw; außerdem wirkt er inzwischen als Sprecher beim Hörfunksender „Kan Tarbut“ des israelischen Rundfunks Israeli Public Broadcasting Corporation. Für den israelischen Staatspräsidenten Reuven Rivlin war er als Redenschreiber tätig.
Er hat mehrere Filmdrehbücher geschrieben und als Regisseur produziert, darunter den Dokumentarfilm Yeshurun: 6 Sprüche der Väter (Yeshurun: 6 Pirkei Avot) über den Dichter Avot Yeshurun. Außerdem ist er Redaktionsmitglied der Zeitschrift für Lyrik Maschiv haruach. Für seine drei bisher (Stand: Juli 2023) erschienenen Gedichtbände wurde er mit Auszeichnungen geehrt. Eine Auswahl seiner Gedichte und Kurzgeschichten wurde aus dem Hebräischen von Gundula Schiffer übersetzt; unter anderem in den Zeitschriften Lichtungen, Herzattacke und im Signaturen Magazin erschienen Gedichte von ihm.
Seit 2015 ist er künstlerischer Leiter und Kurator der Kunstgalerie im Kulturinstitut Beit Avi Chai in Jerusalem, wo er mit seiner Frau Mirjam und den drei Kindern lebt.

## Filmografie
- 2013: Footsteps in Jerusalem (Doku)
- 2016: On the Six Day (Film)
- 2017: Kipat Barzel (Serie)
- 2018: Yeshurun in 6 Chapters (Doku)
- 2018:  HaMenatzeah (Serie)

## Auszeichnungen
- 2015 – Preis des Ministeriums für Kultur und Sport für Dichter am Anfang ihrer Laufbahn
- 2018 – Preis der Frau des Staatspräsidenten Israels für hebräische Dichtung (Dr. Gardner Simon Prize for Hebrew Poetry)
- 2021 – Preis des israelischen Premierministers für Dichter und hebräische Schriftsteller.

## Werke (Auswahl)
- Medaber im ha-bajit (Im Gespräch mit Zuhause), Raʼanana: Even Hoshen 2015
- Bli ma (Sinn Lose), Jerusalem: Mosad Bialik 2018
- Schirim al saf (Schwellen-Gedichte), Jerusalem: Mosad Bialik 2022